# Ingelsta
Ingelsta este o arie protejată (arie specială de conservare — SAC, sit de importanță comunitară — SCI) din Suedia întinsă pe o suprafață de 13,4 ha, integral pe uscat.

## Localizare
Centrul sitului Ingelsta este situat la coordonatele 58°36′57″N 16°10′05″E / 58.6158°N 16.1681°E.

## Înființare
Situl Ingelsta a fost declarat sit de importanță comunitară în ianuarie 1998 pentru a proteja 1 specie de animale. Situl a fost protejat și ca arie specială de conservare în martie 2011.

## Biodiversitate
Situată în ecoregiunea boreală, aria protejată conține 2 habitate naturale: Pășuni din zone de pădure fino-scandinave, Păduri de stejar sau de stejar și carpen sub-atlantice și medio-europene de Carpinion betuli.
La baza desemnării sitului se află o specie protejată de  nevertebrate: Osmoderma eremita.